# أوتيلو بورنينغ (فلم)
أوتيلو بورنينغ (بالإنجليزية: Otelo Burning)، هُو فيلم دراما جنوب أفريقي صدر سنة 2011، وهُو من إخراج وإنتاج سارة بليتشر. حاز الفيلم جائزة أفضل تصوير سينمائي خلال حفل توزيع جوائز الأكاديمية الأفريقية للأفلام الثامن.

## وصلات خارجية
- مقالات تستعمل روابط فنية بلا صلة مع ويكي بيانات